# Darcy James Argue

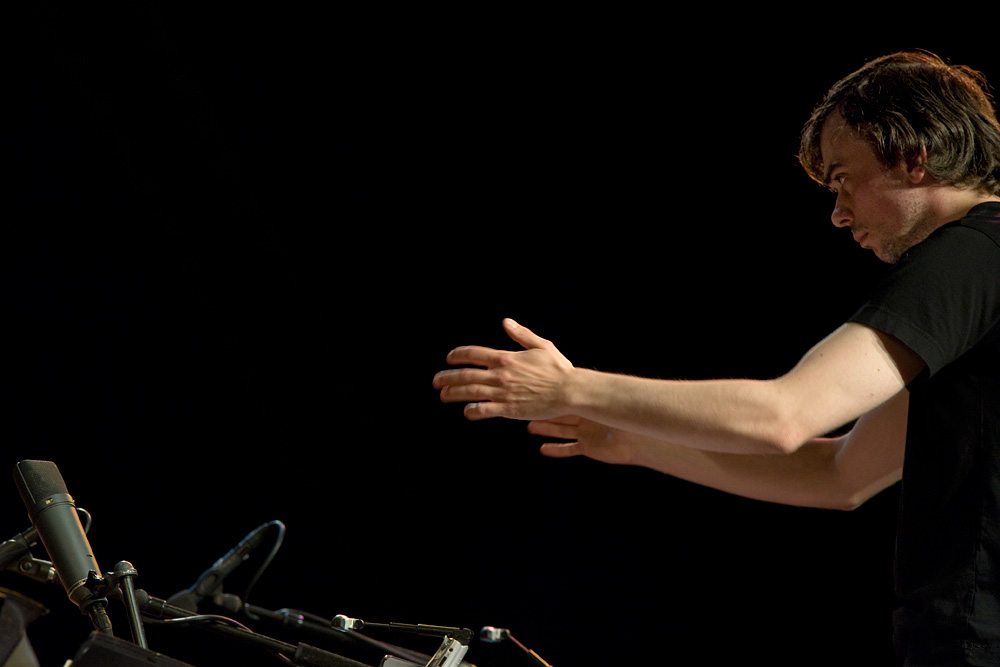
Darcy James Argue

Darcy James Argue (Vancouver, 23 mei 1975) is een Canadese jazz-pianist, componist, arrangeur en bigband-leider. Hij is de oprichter van de bigband Darcy James Argue's Secret Society.
Argue begon zijn muzikale loopbaan in de jazzscene van Montreal. In 2000 ging hij naar Amerika om aan de New England Conservatory of Music compositie te studeren. Hij kreeg hier les van onder meer Bob Brookmeyer, Lee Hyla en Maria Schneider. In 2003  richtte hij in New York zijn bigband Secret Society op, waarin onder meer Ingrid Jensen speelt. In 2009 verscheen van de band een eerste plaat, Infernal Machines, uitgebracht op New Amsterdam Records. Het album werd in 2011 genomineerd voor een Grammy Award in de categorie 'Best Large Jazz Ensemble Album'.
In 2006 leidde hij op het Jazz.cologne Festival het Cologne Contemporary Jazz Orchestra. Hij is mede-oprichter van het componisten-collectief Pulse, dat projecten  met onder meer John Abercrombie en John McNeil organiseerde. In 2009 kreeg hij van het blad Down Beat de prijs van beste nieuwkomer in de categorieën bandleider en componist. Critici vergelijken Argue wel met componist-bandleiders als Gil Evans, Maria Schneider, John Hollenbeck, Charles Mingus, Duke Ellington, Carla Bley en Bob Brookmeyer.

## Discografie
- Infernal Machines, New Amsterdam, 2009